# Gentry (Arkansas)
Gentry es una ciudad en el condado de Benton, Arkansas, Estados Unidos. Para el censo de 2020 la población era de 3,790 habitantes. Es parte del área metropolitana de Fayetteville-Springdale-Rogers.

## Historia
Gentry fue fundada como un pequeño pueblo rural bajo el nombre de Orchard City. El pueblo, localizado en la parte oeste del condado de Benton, era conocido por sus huertos de manzanas y otros productos. La localidad empezó a crecer cuando el Kansas City and Southern Railroad construyó un ferrocarril que pasaba por el pueblo. En 1884, los habitantes solicitaron la incorporación de la ciudad. El nombre de la localidad fue cambiado a Gentry, en honor a un oficial a cargo de la construcción del ferrocarril.

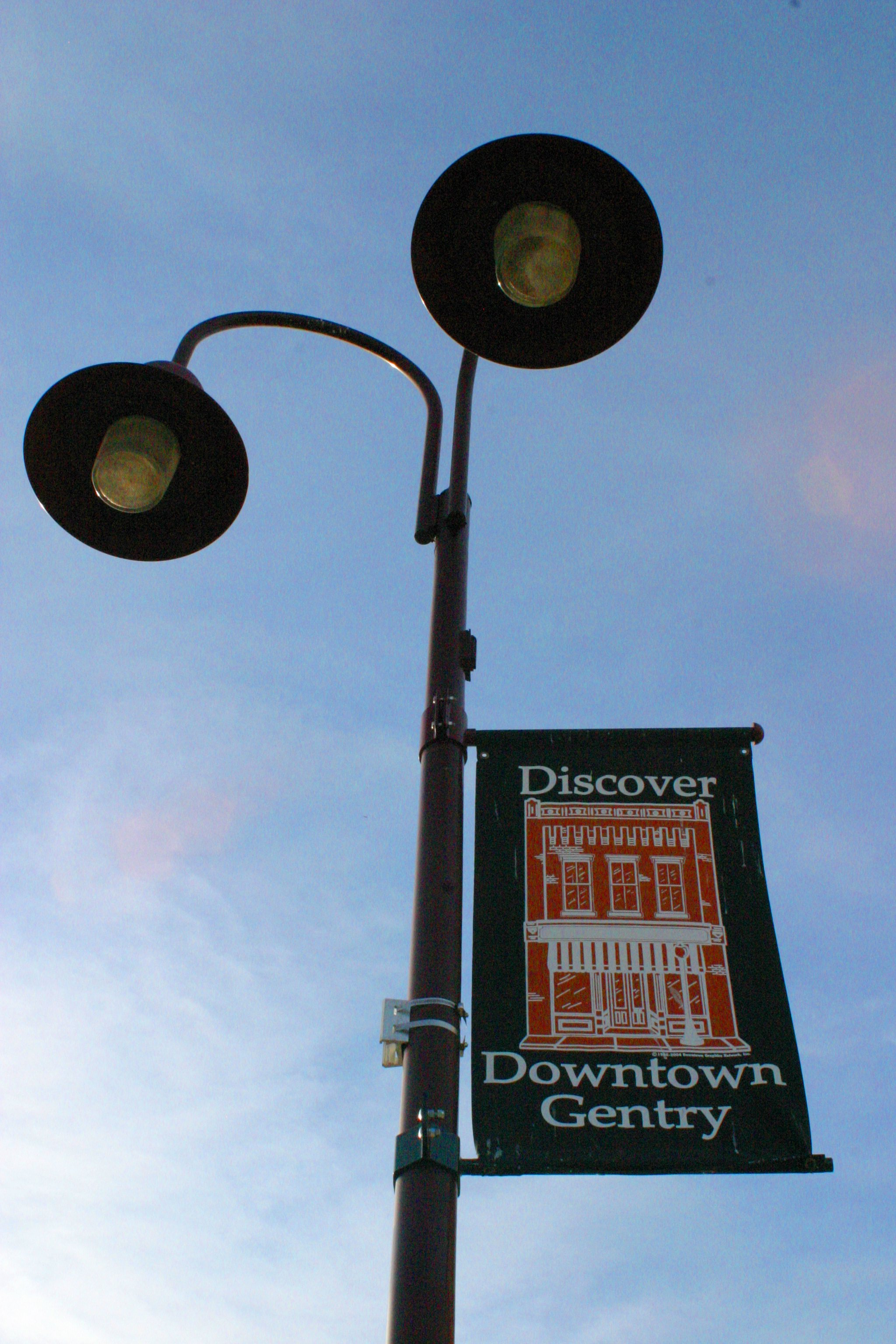
Poste de luz en el centro de Gentry

La compañía del ferrocarril construyó un almacén en la ciudad en 1926-1927. Entre cuatro y seis trenes de pasajeros a la semana pasan por Gentry hasta que el servicio fue cancelado en 1964.
En 1937, se construyó la Arkansas Highway 59 atravesando la ciudad de norte a sur. La autopista aún es la principal carretera de la ciudad, uniendo Gentry con otras comunidades del condado de Benton.
En 1983, la compañía McKee Foods abrió una fábrica en la ciudad. La compañía es el principal empleador de la ciudad. La localidad celebró su centenario en 1984.

## Geografía

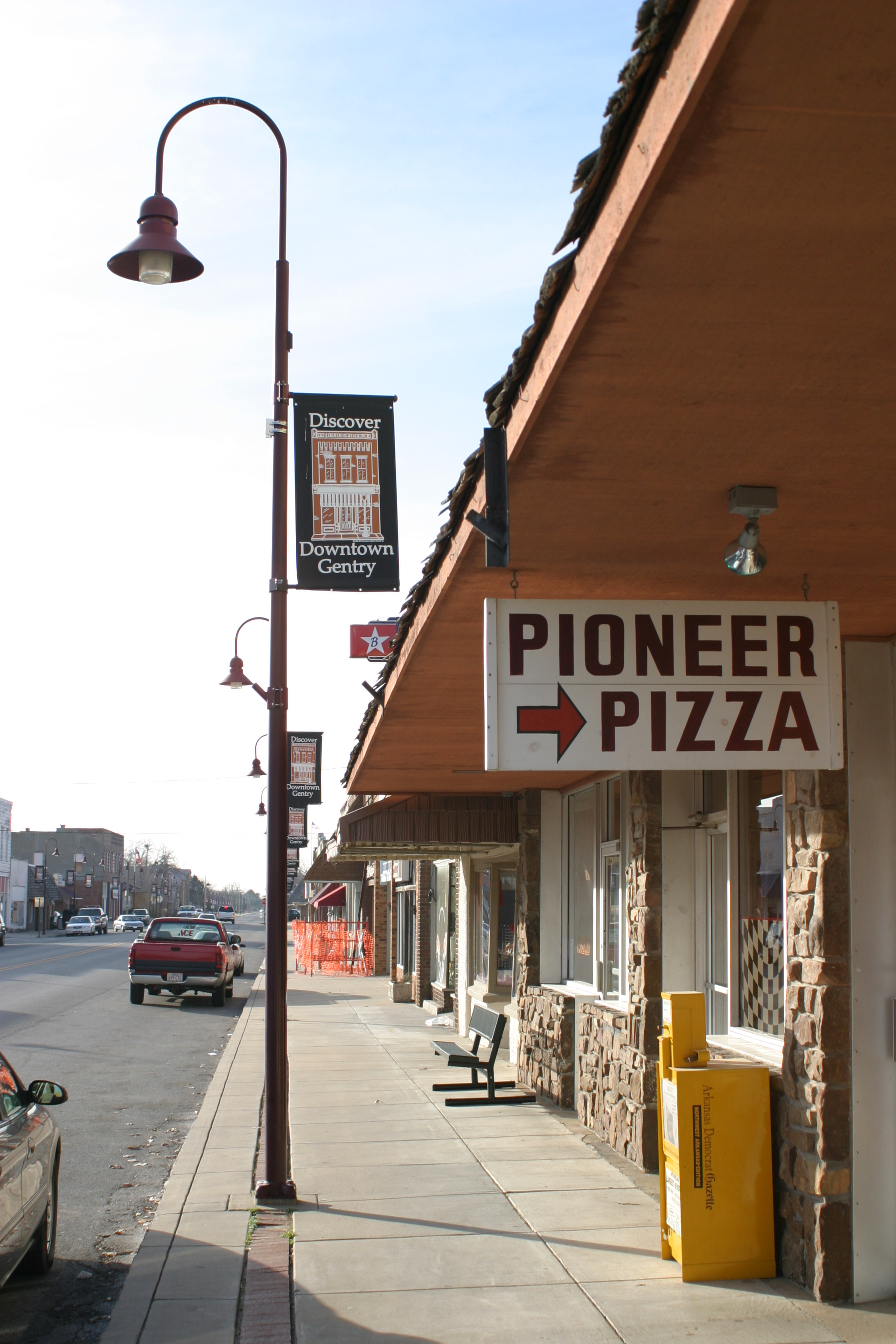
Main Street en el centro de Gentry

Gentry se localiza a 36°16′1″N 94°29′3″O / 36.26694, -94.48417. De acuerdo a la Oficina del Censo de los Estados Unidos, la ciudad tiene un área total de 6,2 km², de los cuales el 100% es tierra.

## Demografía
Para el censo de 2000, había 2.165 personas, 842 hogares y 607 familias en la ciudad. La densidad de población era 349,2 hab/km². Había 930 viviendas para una densidad promedio de 150,9 por kilómetro cuadrado. De la población 89,84% eran blancos, 0,18% afroamericanos, 3,42% amerindios, 0,32% asiáticos, 3,33% de otras razas y 2,91% de dos o más razas. 5,59% de la población eran hispanos o latinos de cualquier raza.
Se contaron 842 hogares, de los cuales 35,6% tenían niños menores de 18 años, 54,6% eran parejas casadas viviendo juntos, 13,8% tenían una mujer como cabeza del hogar sin marido presente y 27,9% eran hogares no familiares. 25,3% de los hogares eran un solo miembro y 13,2% tenían alguien mayor de 65 años viviendo solo. La cantidad de miembros promedio por hogar era de 2,57 y el tamaño promedio de familia era de 3,06.
En la ciudad la población está distribuida en 29,1% menores de 18 años, 8,8% entre 18 y 24, 29,0% entre 25 y 44, 19,7% entre 45 y 64 y 13,4% tenían 65 o más años. La edad media fue 34 años. Por cada 100 mujeres había 90,4 varones. Por cada 100 mujeres mayores de 18 años había 83,9 varones.
El ingreso medio para un hogar en la ciudad fue de $31.765 y el ingreso medio para una familia $37.569. Los hombres tuvieron un ingreso promedio de $27.361 contra $20.875 de las mujeres. El ingreso per cápita de la ciudad fue de $14.309. Cerca de 11,7% de las familias y 13,2% de la población estaban por debajo de la línea de pobreza, 15,0% de los cuales eran menores de 18 años y 17,6% mayores de 65.

## Educación
La ciudad tiene su propio distrito escolar con cerca de 1450 estudiantes. El distrito incluye Highfill y parte de Cherokee City. La ciudad también alberga a la Ozark Adventist School (Kindergarten-8° grado) y la Ozark Adventist Academy (9°-12° grado). Ambas escuelas son patrocinadas y operadas por la Iglesia Adventista del Séptimo Día.